# Monastero di Nilo di Stolobnyj
Il monastero di Nilo di Stolobnyj è un monastero ortodosso situato sull'isola di Stolobnyj e in parte sulla penisola di Svetlica, a circa 10 km a nord della città di Ostaškov, sul lago Seliger.

## Storia
Il monastero fu fondato nel 1594 dallo ieromonaco Germano di Stolobnyj sul luogo in cui il santo Nilo di Stolobnyj aveva costruito il suo eremo e nel quale aveva vissuto da asceta per 27 anni. Nel 1610 l'edificio fu distrutto durante l'invasione lituana, e nei decenni successivi furono costruite la chiesa dell'Intercessione della Santissima Theotókos e la chiesa dell'Epifania in legno, che in seguito furono distrutti da un incendio nel 1665.
Nella seconda metà del XVII secolo fu eretta la cattedrale dell'Epifania in pietra, dove furono poste le reliquie del santo. Nel secolo successivo furono costruite le chiese dedicate a Nilo di Stolobnyj (in seguito dedicata a Tutti i Santi), a Giovanni Battista e all'Esaltazione della Croce. Nel 1820 il complesso fu visitato dallo zar Alessandro I, indi fu costruita una nuova cattedrale in pietra dell'Epifania. Con l'avvento dei sovietici, il monastero fu chiuso e adibito a colonia per minori, campo di prigionia, ospedale militare e casa di riposo.
Nel 1990, per decreto del Consiglio dei ministri della RSFSR, il complesso del monastero fu ceduto al Patriarcato di Mosca. Nel 1995 le reliquie del santo furono ivi trasferite dalla città di Ostaškov.

## Chiese ed altri edifici
- La Cattedrale dell'Epifania. La costruzione iniziò nel 1671 e i lavori di rifinitura furono completati nel 1833. Le porte d'argento della cattedrale vennero fuse secondo il progetto di Jakov Kolokol'nikov-Voronin. Qui sono conservate le reliquie di san Nilo di Stolobnyj, scoperte nel 1667 e restituite al monastero nel 1995.
- La Chiesa della Porta degli apostoli San Pietro e San Paolo (1764)
- La Chiesa dell'Esaltazione della Santa Croce (1784-1788)
- La Chiesa degli Ognissanti, che fu cattedrale fino al 1833, poi ospedale. Uno degli edifici più antichi del monastero.

All'interno del complesso vi è un museo dove è conservata la statua di Nilo di Stolobnyj, realizzata in legno negli anni 1770-1780. Tamara Barseghjan, capo del dipartimento del lavoro scientifico, metodologico e pedagogico del Museo centrale della cultura e dell'arte antica russa Andrej Rublëv, ha suggerito che l'autore potrebbe essere stato uno scultore che lavorò alla decorazione delle chiese di Ostaškov, al monastero di Nilo di Stolobnyj e al monastero di Valaam.